# Гилсиг, Джессалин
Джессалин Гилсиг (англ. Jessalyn Gilsig; 30 ноября 1971, Монреаль) — канадская киноактриса, известная по своим ролям в телесериалах «Бостонская школа», «Части тела» и «Хор», в котором она сыграла роль жены Уилла Шустера. Она также появилась в нескольких эпизодах «Полиция Нью-Йорка», «Побег» и «Герои», а также в некоторых других сериалах.

## Биография
Гилсиг родилась в Монреале, провинция Квебек, в семье инженера Тоби Гилсига и Клэр, которая работала писателем и переводчиком. Она начала играть в возрасте 12 лет. Гилсиг училась в средней школе для девочек, при Трафальгаре, в центре Монреаля. Затем она посещала Американский репертуарный театр Гарвардского университета и училась в Университете Макгилла в период с 1989 по 1993 год, закончив его со степенью бакалавра гуманитарных наук на курсе английского языка, в 1993 году. Она была замужем за продюсером Бобби Сэломоном (2005—2010), у них есть дочь Пенелопа, которая родилась 26 сентября 2006 года. Гилсиг имеет еврейские корни по линии отца, и у неё была традиционная еврейская свадьба.

## Фильмография
| Год       | Название                            | В оригинале              | Роль                         | Примечания             |
| --------- | ----------------------------------- | ------------------------ | ---------------------------- | ---------------------- |
| 1984      | Маскарад                            | Masacarade               |                              | Озвучка                |
| 1989      | Дорога домой                        | The Journey Home         |                              | короткометражный фильм |
| 1989      | Стилет                              | Jacknife                 | Его подруга                  |                        |
| 1991      | Маленькие летающие медведи          | The Little Flying Bears  | Тина                         | Озвучка                |
| 1991      | Молодой Робин Гуд                   | Young Robin Hood         | Гертруда Гризвольдская       | Озвучка                |
| 1992      | Путешествия Гулливера               | Gulliver's Travels       | Фолия                        | Озвучка                |
| 1998      | Волшебный меч: В поисках Камелота   | Quest For Camelot        | Кейли                        | Озвучка                |
| 1998      | Заклинатель лошадей                 | The Horse Whisperer      | Люси, ассистентка Энни       |                        |
| 2000      | Бостонская школа                    | Boston Public            | Лорен Дэвис                  | 44 эпизода, 2000—2003  |
| 2003      | Без следа                           | Without A Trace          | Уитни Риддер                 | Эпизод: «Confidence»   |
| 2003      | Части тела                          | Nip/Tuck                 | Джина Руссо                  | 17 эпизодов, 2003—2008 |
| 2005      | Побег                               | Prison Break             | Лиза Рикс                    | 4 эпизода              |
| 2007      | Герои                               | Heroes                   | Мередит Гордон               | 10 эпизодов, 2007—2008 |
| 2007      | Огни ночной пятницы                 | Friday Night Lights      | Шелли Хэйз                   | 6 эпизодов, 2007—2008  |
| 2007      | Наводнение                          | Flood                    | Саманта «Сэм» Моррисон       |                        |
| 2007      |                                     | Destination: Infestation | Доктор Кэролин Росс          |                        |
| 2008      | XIII: Заговор                       | XIII                     | Ким Роулэнд                  | 2 эпизода              |
| 2008      | Выпускной                           | Prom Night               | Тётя Карен Тернер            |                        |
| 2008      | C.S.I.: Место преступления Нью-Йорк | CSI: NY                  | Джордан Гейтс                | 3 эпизода              |
| 2009      | Хор                                 | Glee                     | Терри Шустер                 | 13 эпизодов            |
| 2009      | Отчим                               | The Stepfather           | Джули Кинг                   |                        |
| 2013-2015 | Викинги                             | Vikings                  | Сигги, жена ярла Харальдсона |                        |
| 2015-2018 | Скандал                             | Scandal                  | Ванесса Мосс                 |                        |